# Dębica (gmina)
Pour les articles homonymes, voir Dębica (homonymie).
Dębica est une gmina rurale du powiat de Dębica, Basses-Carpates, dans le sud-est de la Pologne. Son siège est la ville de Dębica, bien qu'elle ne fasse pas partie du territoire de la gmina.
La gmina couvre une superficie de 137,62 km2 pour une population de 23 953 habitants.

## Géographie
La gmina est bordée par la ville de Dębica et les gminy de Brzostek, Czarna, Ostrów, Pilzno, Przecław, Ropczyce et Żyraków.

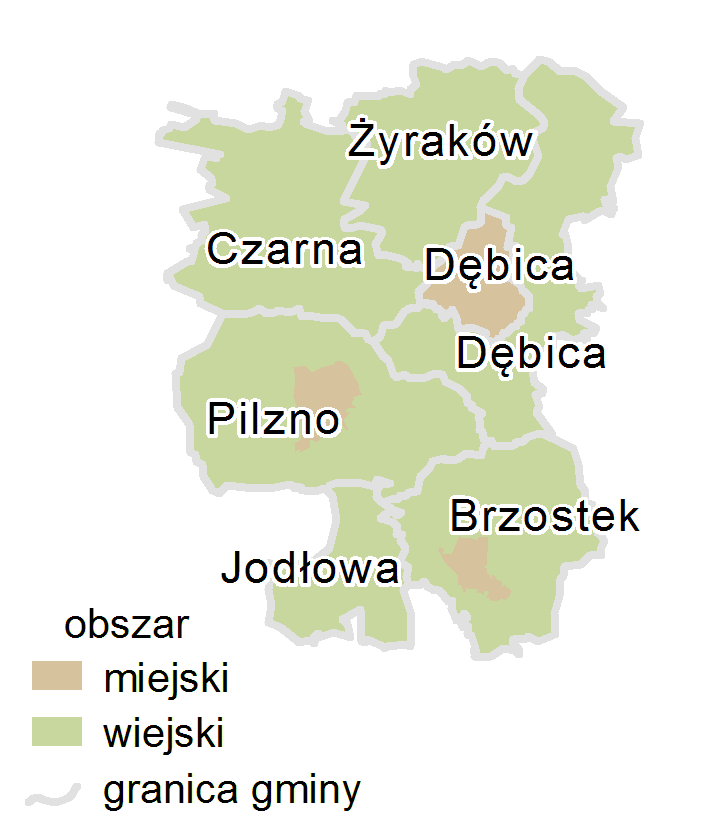
Carte du powiat (urbain en marron et rural en vert)